# Mersin Mustangs 2017
Questa voce raccoglie le informazioni riguardanti i Mersin Mustangs nelle competizioni ufficiali della stagione 2017.

## 2. Lig 2017

### Stagione regolare
| Mersin 12 marzo 2017, ore 16:00 2ª giornata | Mersin Mustangs | v – p | Selçuk Kartallar |  |

| Mersin 25 marzo 2017, ore 14:00 3ª giornata | Mersin Mustangs | 13 – 20 | Anadolu Rangers |  |

| Smirne 1º-2 aprile 2017 4ª giornata | Ege Dolphins | p – v | Mersin Mustangs |  |

| Adalia 29-30 aprile 2017 6ª giornata | Antalyaspor | ? – ? | Mersin Mustangs |  |

| Mersin 13-14 maggio 2017 7ª giornata | Mersin Mustangs | 36 – 16 | Kocatepe Victory Walkers |  |

## Statistiche di squadra
| Competizione      | %Vittorie | In casa | In casa | In casa | In casa | In casa | In casa | In trasferta | In trasferta | In trasferta | In trasferta | In trasferta | In trasferta | Totale | Totale | Totale | Totale | Totale | Totale |
| Competizione      | %Vittorie | G       | V       | N       | P       | Pf      | Ps      | G            | V            | N            | P            | Pf           | Ps           | G      | V      | N      | P      | Pf     | Ps     |
| ----------------- | --------- | ------- | ------- | ------- | ------- | ------- | ------- | ------------ | ------------ | ------------ | ------------ | ------------ | ------------ | ------ | ------ | ------ | ------ | ------ | ------ |
| Stagione regolare | ?         | 3       | 2       | 0       | 1       | 49+?    | 36+?    | 2            | 1+?          | 0+?          | 0+?          | 0+?          | 0+?          | 5      | 3+?    | 0+?    | 1+?    | 49+?   | 36+?   |
| Totale            | ?         | 3       | 2       | 0       | 1       | 49+?    | 36+?    | 2            | 1+?          | 0+?          | 0+?          | 0+?          | 0+?          | 5      | 3+?    | 0+?    | 1+?    | 49+?   | 36+?   |